# چشم‌گوزنی زرد
چشم‌گوزنی زرد(نام علمی: Aesculus flava) نام یک گونه از سرده شاه‌بلوط است.